# Saint-Aubin-de-Cadelech
Saint-Aubin-de-Cadelech település Franciaországban, Dordogne megyében. Lakosainak száma 347 fő (2022. január 1.). Saint-Aubin-de-Cadelech Saint-Capraise-d’Eymet, Lalandusse, Lauzun, Plaisance, Serres-et-Montguyard és Razac-d’Eymet községekkel határos.

## Népesség
A település népessége az elmúlt években az alábbi módon változott:
| Lakosok száma | 373  | 299  | 338  | 315  | 323  | 330  | 336  | 341  | 343  | 347  |
|               | 1968 | 1982 | 1990 | 2006 | 2013 | 2015 | 2017 | 2019 | 2020 | 2022 |